# Diego Rodríguez de Lucero

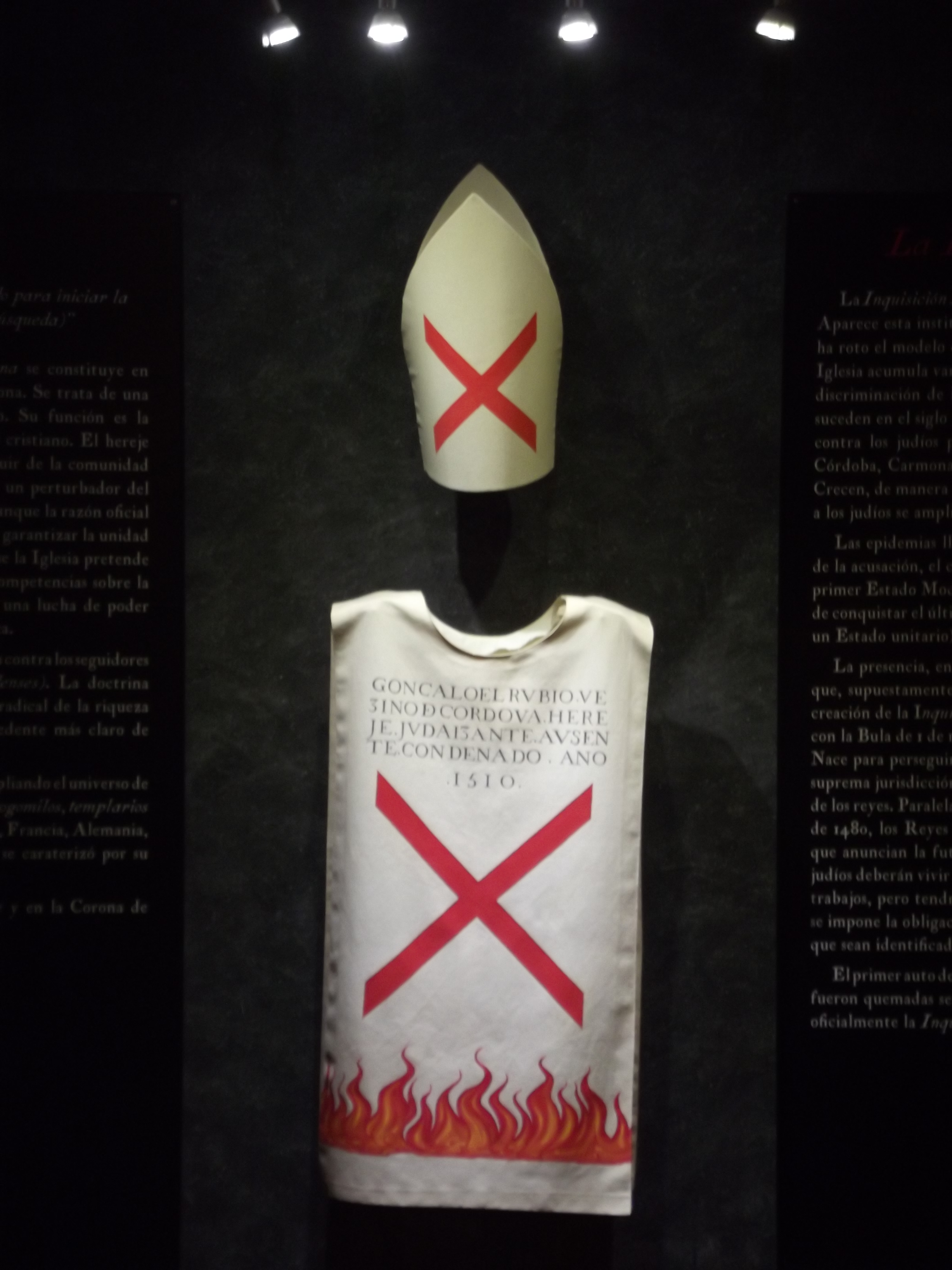
Sambenito de un condenado expuesto en la Casa de Sefarad de Córdoba.

Diego Rodríguez de Lucero (Moguer, ¿? - Sevilla, 28 de diciembre de 1534), también conocido como Lucero el Tenebroso, o El inspirado por Lucifer, fue un religioso e inquisidor de Jerez de la Frontera y Córdoba, en la Corona de Castilla.

## Historia
Sus progenitores fueron Juan Lucero y Marina Rodríguez la Carriona, naciendo Diego en la localidad de Moguer (Huelva), territorio que quedaba bajo el dominio de los Portocarrero. Su familia tuvo gran relación con el mundo eclesiástico, por lo que estudió bachiller en Decretos y fue nombrado maestrescuela de la iglesia de Almería en 1492. Se tiene constancia de que actuó como inquisidor y juez de bienes confiscados entre 1493 y 1495 en Jerez de la Frontera, en aquella época perteneciente a la diócesis de Cádiz.

### Inquisidor de Córdoba(1499-1506)

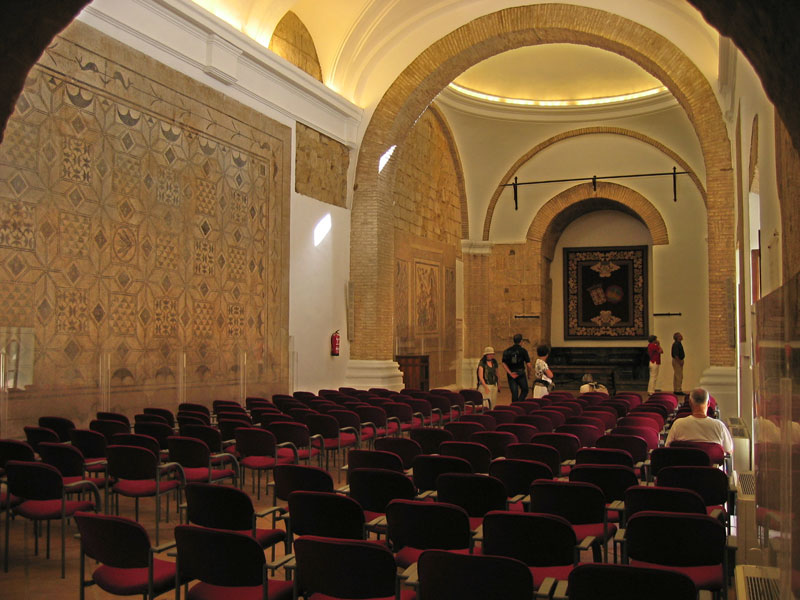
Salón de los Mosaicos del Alcázar de los Reyes Cristianos de Córdoba (España), donde antiguamente se localizaba el tribunal de la Inquisición donde Lucero trabajaba.

El 7 de septiembre de 1499, unos días después de la elección del arzobispo de Sevilla Diego de Deza como inquisidor general, Lucero fue elegido como encargado del Tribunal de la Inquisición en Córdoba. Los ciudadanos cordobeses llegaron a temerle debido a su política de gran represión, pero sus actos fueron aprobados por Juan Ruiz de Calcena, secretario del rey Fernando el Católico. Llegó a acusar como herejes judíos a un elevado número de personas, algunas de cierto nivel social, y protagonizó en Córdoba el mayor auto de fe jamás celebrado, en 1504, con el resultado de 107 personas quemadas vivas en la hoguera.

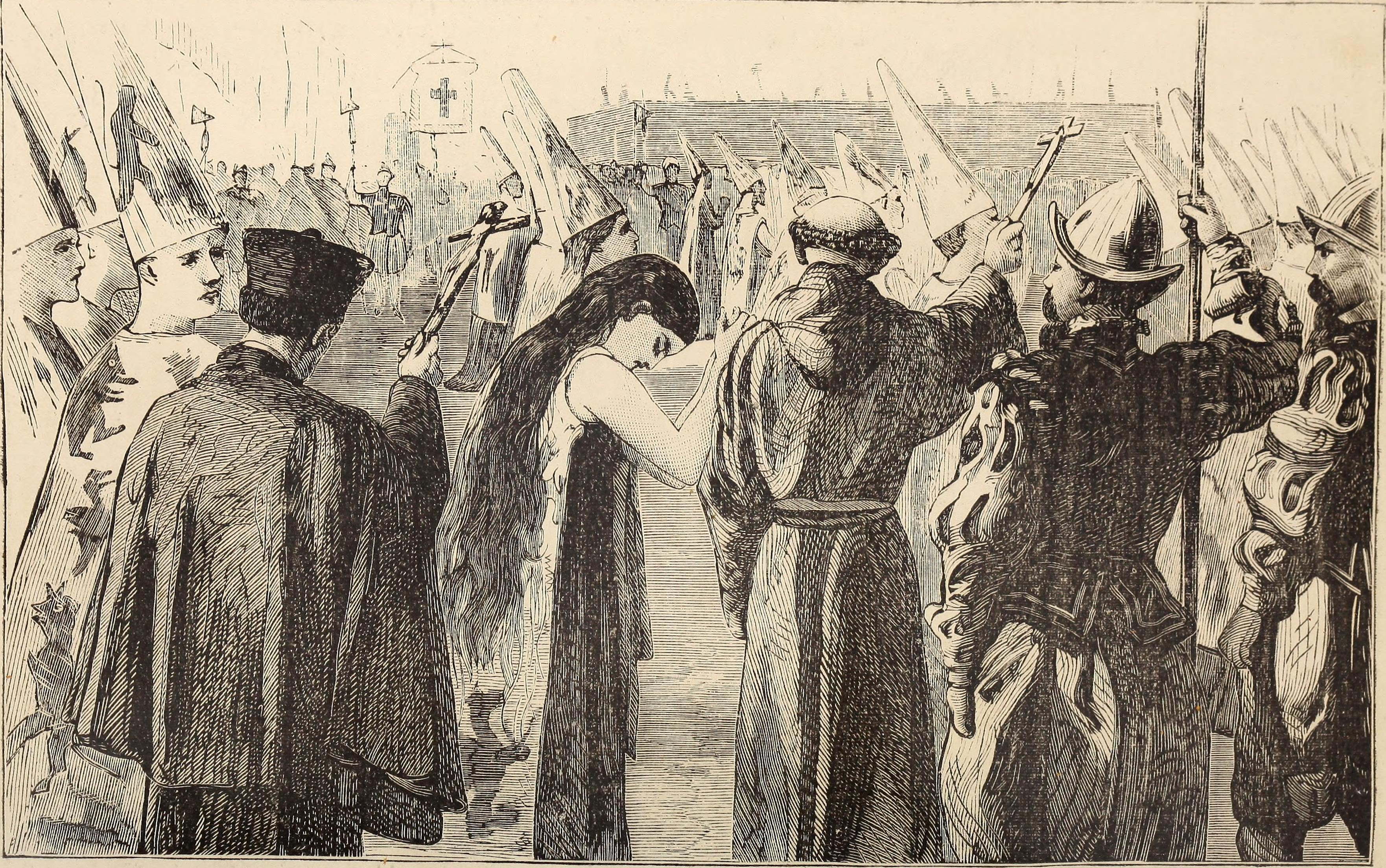
Ilustración de un auto de fe del

En 1505 su intransigencia religiosa le llevó a procesar a fray Hernando de Talavera, antiguo confesor de la reina Isabel la Católica, como judaizante, ya que fray Hernando no aceptaba la distinción entre cristianos nuevos y viejos. En 1506, con la llegada a Castilla de la reina Juana I y su marido Felipe el Hermoso, la nobleza ganó fuerza y algunas familias como el conde de Cabra y el marqués de Priego, que no apoyaban al inquisidor, instigaron al pueblo a rebelarse. El 9 de noviembre de ese año el pueblo cordobés, cansado de su política represiva, asaltó el Alcázar para liberar a más de 400 presos que esperaban juicio, y para linchar a Lucero. El inquisidor, temeroso de la respuesta social, tuvo que huir por la puerta de atrás del edificio para salvar su vida. Tanto Lucero como Diego de Deza fueron destituidos, y el cargo de inquisidor general pasó a manos del cardenal Cisneros.

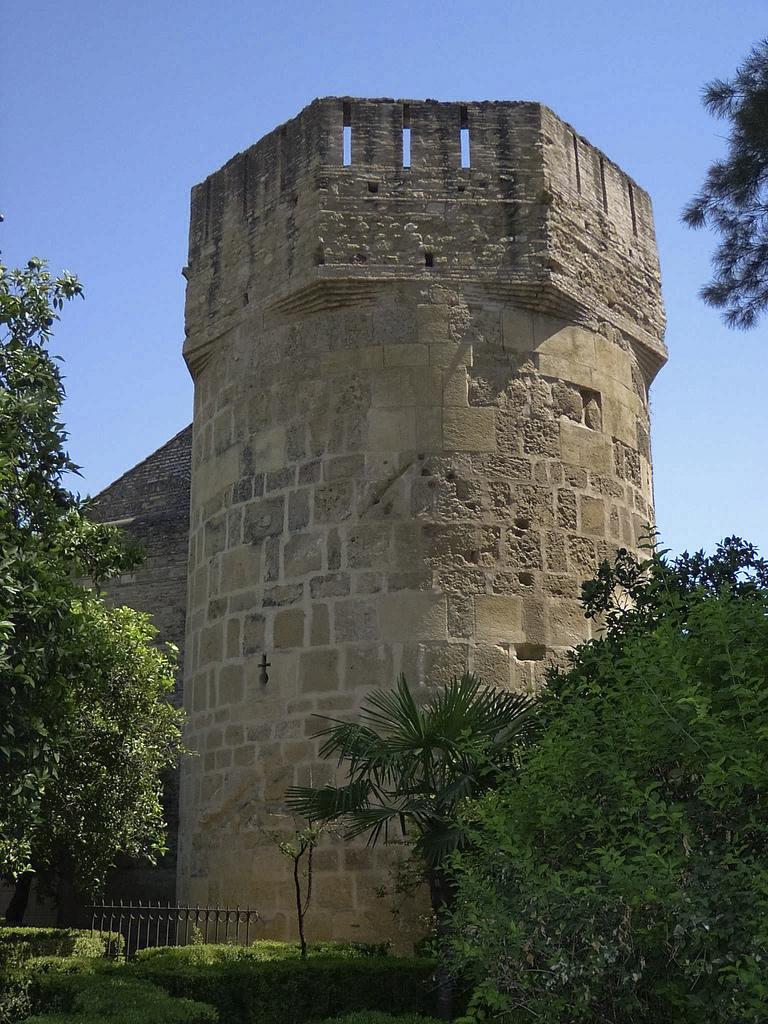
Torre de la Inquisición del Alcázar de Córdoba (restaurada entre 2019 y 2020), que albergaba las mazmorras de la Inquisición y donde Lucero hacinó a 400 prisioneros en 1506.

### Congregación de Burgos(1508)
El malestar social generado por tales acusaciones -presumiblemente falsas en muchos casos- originó un escándalo social y político que dio lugar a la Congregación General de 1508 en Burgos, una magna asamblea del Reino en la que exigieron responsabilidades a Lucero y a otros inquisidores por sus irregularidades. Esta "Católica y Venerable Congregación", celebrada a principios de julio, catalogó de falsos a los testigos, restituyó honores a vivos y muertos, liberó a presos, ordenó reconstruir las casas que habían sido destruidas tras haber sido consideradas sinagogas encubiertas y eliminó las sentencias de los registros. Asimismo, se desterró al marqués de Priego, Pedro Fernández de Córdoba, sobrino del Gran Capitán, por haber sido el cabecilla de la incursión y la rebelión eclesiástica.
Falleció en Sevilla el 28 de diciembre de 1534.